# Jadzia Axelrod
Jadzia Axelrod es una historietista e ilustradora estadounidense, conocida por su novela gráfica Galaxy: The Prettiest Star y su rol como guionista en la miniserie de DC Comics Hawkgirl.

## Primeros años
Jadzia Axelrod desarrolló una afición por las historias de superhéroes a una temprana edad, viendo durante su infancia numerosos episodios de la serie animada Súper amigos, basada en los personajes de DC Comics.
En la década de sus 30 años comenzó su transición de género.

## Carrera
Jadzia se dio a conocer en la industria del cómic estadounidense en 2022, cuando lanzó en mayo de ese mismo año su novela gráfica Galaxy: The Prettiest Star, publicada por la editorial DC Comics. Debido a las buenas ventas en un año la editorial se quedó sin existencias, llevando a que en 2023 DC lanzase una reimpresión.
En mayo de 2023, en conmemoración por el mes del Orgullo LGBT, publicó la enciclopedia de personajes The DC Book of Pride: A Celebration of DC's LGBTQIA+ Characters, una enciclopedia centrada en los diversos personajes LGBT del Universo DC, incluyendo a personajes como Alan Scott, Batwoman o Aruna Shende. Ese mismo mes lanzó la miniserie de 6 números Hawkgirl, protagonizada por la superheroína del mismo nombre. La serie estuvo dibujada por Amancay Nahuelpan y concluyó en su sexto número en febrero de 2024.
Actualmente es también la presentadora del podcast estadounidense The Voice Of Free Planet X.

## Obras
- DC Pride (DC Comics, antología, 2022)
- Galaxy: The Prettiest Star (DC Comics, 2022)
- The DC Book of Pride: A Celebration of DC's LGBTQIA+ Characters (DC Comics, enciclopedia, 2023)
- Hawkgirl #1-6 (DC Comics, 2023-2024)